# Agromyza spinisera
Agromyza spinisera este o specie de muște din genul Agromyza, familia Agromyzidae, descrisă de Mitsuhiro Sasakawa și Fan în anul 1985. Conform Catalogue of Life specia Agromyza spinisera nu are subspecii cunoscute.